# Justin Hoogma
Justin Hoogma (ur. 11 czerwca 1998 w Enschede) – holenderski piłkarz grający na pozycji obrońcy w FC Utrecht.

## Życiorys
W czasach juniorskich trenował w SC Kisdorf i FC Twente. 1 stycznia 2016 został piłkarzem Heraclesa Almelo. Pierwszy mecz w Eredivisie rozegrał 6 marca 2016 przeciwko NEC Nijmegen. Grał w nim od 44. minuty, kiedy zmienił na boisku Ramona Zomera. W sumie w barwach Heraclesa zagrał w 36 meczach ligowych.
W czerwcu 2017 odszedł do niemieckiego TSG 1899 Hoffenheim, podpisując z nim czteroletni kontrakt.

## Statystyki kariery
(aktualne na dzień 7 lutego 2018)
| Klub                   | Sezon     | Liga     | Liga                 | Liga  | Liga | Puchar krajowy | Puchar krajowy | Rozgrywki europejskie | Rozgrywki europejskie | W sumie | W sumie |
| Klub                   | Sezon     | Liga     | Liga                 | Mecze | Gole | Mecze          | Gole           | Mecze                 | Gole                  | Mecze   | Gole    |
| ---------------------- | --------- | -------- | -------------------- | ----- | ---- | -------------- | -------------- | --------------------- | --------------------- | ------- | ------- |
| Heracles Almelo        | 2015/2016 | Holandia | Eredivisie           | 2     | 0    | 0              | 0              | –                     | –                     | 2       | 0       |
| Heracles Almelo        | 2016/2017 | Holandia | Eredivisie           | 34    | 0    | 3              | 0              | 1                     | 0                     | 38      | 0       |
| TSG 1899 Hoffenheim    | 2017/2018 | Niemcy   | Bundesliga           | 0     | 0    | 0              | 0              | 2                     | 0                     | 2       | 0       |
| TSG 1899 Hoffenheim II | 2017/2018 | Niemcy   | Regionalliga Südwest | 10    | 0    | –              | –              | –                     | –                     | 10      | 0       |
| W sumie                | W sumie   | W sumie  | W sumie              | 46    | 0    | 3              | 0              | 3                     | 0                     | 52      | 0       |

## Życie prywatne
Jest synem piłkarza Nico-Jana Hoogmy.